# Maurice Revelli
Maurice Revelli (sinh 4 tháng 9 năm 1964) là một cựu cầu thủ bóng đá Monaco thi đấu ở vị trí hậu vệ.